# Pozzo di Lazzaro
Un Pozzo di Lazzaro (o Fossa di Lazzaro) è un fenomeno naturale immaginario dell'Universo DC. Solitamente i pozzi si trovano nei fumetti di Batman e sono comunemente utilizzati da Ra's al Ghul per i loro poteri ristorativi.

## Storia
I Pozzi di Lazzaro furono scoperti per caso da Ra's al Ghul nello sforzo di curare un principe, figlio di un sultano di cui era servitore. Ra's al Ghul scavò un pozzo dove scoprì i bagni chimici ristorativi che egli nominò Pozzi di Lazzaro per le loro abilità nel curare coloro prossimi alla morte. Dopo aver utilizzato il pozzo per salvare la vita del principe, si scoprì un effetto collaterale delle abilità ristorative del pozzo quando il principe, impazzito dopo il bagno chimico, uccise la moglie di Ra's, Sora. Incolpato della morte di Sora, Ra's fu lasciato a morire, sepolto nel deserto, ma fu subito salvato dalla sua tribù e da un ragazzo di nome Huwe. Ra's utilizzò quindi la tribù per vendicarsi di quello che gli era capitato e procedette con l'auto-nominarsi "La Testa del Demone".
Per secoli i pozzi servirono all'obiettivo di prolungargli la vita così come la vita di suo zio e del ragazzo Huwe. Tuttavia, alla fine Ra's uccise il ragazzo e suo zio scomparve. Da quel periodo lui solo utilizzò i pozzi finché non ebbe due figlie, Nyssa e Talia. Nyssa utilizzò i pozzi di quando in quando. Non si sa se Talia li abbia mai utilizzati.
Fino al suo incontro con Batman nessun altro venne a conoscenza dei Pozzi di Lazzaro. Altri che scoprirono i pozzi o che li utilizzarono includono: Jason Todd, la seconda Black Canary (Dinah Laurel Lance), L'Enigmista, Cassandra Cain, Lady Shiva, il Joker, Kobra, Nora Fries, King Snake, Duela Dent, Wonder Woman e Bane. Durante un periodo in ospedale, Ra's al Ghul resuscitò il dr. Brian Bryan, un caro amico di Azrael.
Kobra analizzò e duplicò la composizione chimica dei pozzi e ne utilizzò le informazioni per costruirsi una rete di lavoro, qualcosa che Batman scoprì durante il loro primo incontro. La composizione chimica unica dei Pozzi di Lazzaro di Kobra gli permette di controllare le menti di coloro che resuscitano.
Oltre a lui anche Batman e Bane ebbero un ruolo fondamentale nella storia dei Pozzi di Lazzaro in quanto insieme li distrussero quasi tutti. Ora, mentre si pensa che ne esista ormai solo uno, in realtà ne sono rimasti cinque. Il primo appartiene alla figlia di Ra's, Nyssa, che scoprì anche il modo di utilizzarlo indefinitamente, mentre di norma un pozzo può essere utilizzato una sola volta. Il secondo si trova nella Batcaverna, creato da Batman dopo aver appreso che i Pozzi sono necessari per mantenere la stabilità del mondo e al tempo stesso volendosi assicurare che Ra's non potesse utilizzarlo per tornare di nuovo tra i vivi. Il terzo sembrerebbe esistere sulle montagne dell'Himalaya, utilizzato da Black Adam per resuscitare Isis. Un quarto pozzo si trova nell'entroterra australiano e il quinto si trova in Tibet.
In "Batman: La resurrezione di Ra's al Ghul", si scoprì che Ra's al Ghul ha accesso alla "Fontana dell'Essenza", che possiede abilità ristorative di longevità, ringiovanimento e giovinezza simili a quelle dei pozzi, ma sembra senza l'effetto collaterale successivo della pazzia momentanea. Essendo ritornato in vita in un corpo che va sbriciolandosi, Ra's andò in cerca di un giovane da prendere come ospite permanentemente, e decise di appropriarsi del corpo di suo nipote Damian. Dopo un combattimento con il Sensei, che si dichiarò padre di Ra's, Batman fu accoltellato con un bastone nel petto, ma spinse il Sensei nella Fossa con lui. Sensei rimase ucciso perché sarebbe potuto essere un ottimo sostituto per Ra's, mentre Batman fu completamente curato e leggermente ringiovanito.

### 52
Nella serie limitata 52, Booster Gold entrò nel laboratorio di Rip Hunter e trovò una lavagna piena di indizi criptati su diversi aspetti dell'Universo DC. Uno di questi era "The Lazarus Pit RISES" (in italiano, "La Fossa di Lazzaro SI APRE").

### Nuovi 52
In Batman & Robin, Bruce Wayne ha appena perso il figlio naturale Damian; dopo aver rinunciato a resuscitarlo, lo seppellisce ma il corpo viene trafugato dalla Lega degli Assassini; Ra's vuole riportare in vita il nipote e la figlia Talia (madre di Damian), e cerca un Pozzo di Lazzaro; ad un certo punto crede di aver trovato uno ignoto a Temiscira, l'isola delle Amazzoni; tuttavia, Batman e Wonder Woman scopriranno che il luogo era una prigione per un essere incapace di sopravvivere alla luce.
Durante l'arco narrativo Batman: Gioco finale (Endgame) di Batman vol. 2, il Cavaliere Oscuro cerca di fermare il redivivo Joker indagando anche sulle sue origini; da uno scienziato impazzito apprende di una sostanza, che il ricercatore ha chiamato "Dionesio", capace di curare le ferite e fermare l'invecchiamento; secondo l'uomo, tre esseri hanno utilizzato questa sostanza: il primo è il "selvaggio", ovvero l'immortale Vandal Savage; il secondo è il "demone", cioè la Testa del Demone (Ra's al Ghul), che però ha trovato qualità corrotte o inferiori della sostanza, i pozzi di Lazzaro; il terzo è "l'uomo che ride", cioè Joker, di cui mostra a Batman foto ed articoli con il suo volto in ombra e le sue stragi bene in vista. Esiste una sorgente di Dionesio nelle profondità di Gotham, che Joker tenta di usare; alla fine, il Cavaliere Oscuro e il Principe dei Buffoni moriranno insieme a pochi passi dal liquido, anche se più avanti si scoprirà che entrambi sono sopravvissuti e guariti ma soffrono di amnesia. In effetti il Dionesio sembra non provocare l'effetto momentaneo della pazzia come il tradizionale Pozzo di Lazzaro.

## Proprietà e composizione
I Pozzi di Lazzaro sono composti da un miscuglio chimico unico e ignoto che bolle da qualche parte sopra la crosta terrestre e che si fa strada fino in superficie in punti chiave, tipicamente alla giunzione delle linee temporanee. Le sostanze possiedono l'abilità di rinvenire i malati e i feriti, e anche di resuscitare i morti. I Pozzi possono anche diminuire l'età dell'utilizzatore dipendentemente da quanto a lungo questi rimanga in immersione. Se una persona in buona salute dovesse mai entrare nel Pozzo, sarebbe uccisa quasi istantaneamente.
In aggiunta alle abilità rigenerative, il potere dei pozzi può essere utilizzato come arma. Quando Nyssa si confrontò con la Injustice Society, affermò che i bastoni portati dai suoi soldati "incanalavano il potere dei Pozzi di Lazzaro" e avevano l'abilità di distruggere sia Solomon Grundy che Gentleman Ghost.

### Effetti collaterali
Anche se i Pozzi di Lazzaro sono innegabilmente potenti e utili, portano alcuni effetti collaterali, che si manifestano subito dopo l'uscita dell'utilizzatore dal pozzo, come la pazzia temporanea (anche se quando fu utilizzato dal Joker, lo rese temporaneamente sano e gli donò super forza per un brevissimo periodo).

### Limitazioni
Ogni Pozzo può essere utilizzato solo una volta per persona. Tuttavia la figlia di Ra's, Nyssa, scoprì un modo per rendere l'utilizzo dei pozzi a tempo indeterminato, anche se si venne a sapere che era controproducente. Nora Fries fu tramutata in un essere fatto di lava e divenne temporaneamente pazza dopo aver utilizzato questo pozzo.

## Utilizzi noti
I Pozzi di Lazzaro furono utilizzati da numerosi personaggi nell'universo di Batman, che includono:
- Ra's al Ghul, l'utilizzatore tipico dei Pozzi, che li utilizzò per imbrogliare la morte e rimanere in prima linea per secoli.
- Nel settimo numero di Batman e Robin, Dick Grayson, il Batman corrente, mise il cadavere di Bruce Wayne nel Pozzo di Lazzaro che si trovava in Inghilterra, ma scoprì poi che questo cadavere era quello di un clone impazzito creato da Darkseid.
- La figlia di Ra's, Nyssa, fu la prima a cui suo padre permise di utilizzare un pozzo per rispetto delle sue abilità; e anche dopo che si fu allontanata da lui, le fu permesso di tenerne uno per proprio uso. Successivamente, scoprì un modo per riutilizzare questo pozzo indefinitamente, in quanto i pozzi sono mono uso per persona.
- Dopo essere stato riportato in vita dalla distruzione della realtà da parte di Superboy-Prime e dopo il suo assassinio per mano del Joker, Jason Todd divenne un vagabondo in preda all'amnesia. Successivamente fu riconosciuto da Talia al Ghul, che gli ridiede la salute e i ricordi immergendolo nella Fossa di Lazzaro in cui si bagnava anche suo padre (dopo la prima morte di Jason, Batman contemplò brevemente l'idea di utilizzare il Pozzo di Lazzaro per resuscitarlo, ma ripudiò quest'opzione sulla base che il trauma cranico subito da Jason prima di morire non lo avrebbe reso mentalmente stabile dopo la pazzia momentanea).
- In Birds of Prey n. 34, la seconda Black Canary (Dinah Laurel Lance) fu messa in una Fossa di Lazzaro dopo essere stata ferita in modo grave. In Birds of Prey n. 35, fu visto che il pozzo le restituì la sua abilità metaumana, l'Urlo del Canarino; e anche se non fu esplicitamente affermato nel numero, fu implicito che ottenne anche la possibilità di rimanere incinta. Questi due fattori furono resi inutili precedentemente alla sua esposizione al pozzo.
- Nella storia in 12 parti "Hush", si scoprì che l'Enigmista aveva preso il cancro, nella forma di un tumore al cervello. Utilizzò uno dei Pozzi di Lazzaro per curarsi della malattia, cercando di scoprire l'identità di Batman nel frattempo. Batman gli promise che se avesse rivelato la sua identità a qualcuno, avrebbe avvertito la Lega degli Assassini dell'utilizzo del Pozzo.
- Cassandra Cain fu uccisa dal suo "fratellastro" Mad Dog, mentre salvò eroicamente uno degli studenti sotto la sua tutela. Fu successivamente resuscitata da Lady Shiva nella Fossa di Lazzaro, che di conseguenza le rese certa la sua parentela con la criminale.
- Lady Shiva, dopo essersi battuta con la nuova resuscitata Cassandra Cain, fu uccisa e si presunse che cadde nel Pozzo, poiché più avanti si scoprì che era viva.
- Dopo essere venuto a conoscenza delle Fosse di Lazzaro, Kobra imparò come creare dei pozzi modificati che gli permettono di controllare le menti di coloro che lui stesso ha ucciso e resuscitato. A causa di ciò, come Ra's al Ghul, anche lui possiede una rete nascosta di pozzi ed è accreditato come l'unica persona ad aver decifrato la formula della composizione del pozzo.
- In cambio della creazione di una macchina per Nyssa Raatko e il suo gruppo, a Mr. Freeze fu data la possibilità di avere accesso ad uno di questi pozzi per resuscitare sua moglie Nora. Tuttavia, a causa degli anni passati sotto coma indotto, la donna assorbì le proprietà alchemiche del pozzo, che le donarono il potere di lanciare fiamme e rianimare i morti. Autonominatasi Lazara, affermò di odiare Mr. Freeze, anche se lui continuò a sperare di riunirsi a lei.
- Quando King Snake si ribellò e si dichiarò il prossimo Naja-Naja, guarì i propri occhi nel Pozzo di Lazzaro, ricostituendosi la vista.
- Duela Dent affermò di essere stata resuscitata in Pozzo di Lazzaro in una breve storia contenuta in Teen Titans/Outsiders Secret Files n. 2.
- Bane salvò Batman da un colpo di pistola sparatogli da King Snake, anche se rimase mortalmente ferito al posto suo. Per ricambiare il favore, Batman lo salvò immergendolo nel Pozzo di Lazzaro per poi lasciarlo ai suoi dispositivi.
- In Black Adam: The Dark Age, si vide Black Adam utilizzare una Fossa di Lazzaro ubicata sull'Himalaya al fine di resuscitare sua moglie, defunta, Isis. Questo fu un modo atipico di utilizzo della fossa, dato che Isis era gravemente decomposta.
- In Batman Annual: Head of the Demon, un servo di Ra's al Ghul noto come il Fantasma Bianco tentò di ingannare Talia permettendo a suo figlio, Damian, di sacrificare il suo corpo nel Pozzo di Lazzaro australiano al fine di fornire a Ra's un nuovo corpo che la sua anima potesse abitare.
- In Batman e Robin, Batwoman (Kate Kane) e un clone di Bruce Wayne utilizzarono il Pozzo per la resurrezione, assistiti da Dick Grayson e Knight e Squire.
- In una linea alternativa dove tutti i membri della Justice League of America furono uccisi, Superman e Batman utilizzarono il Pozzo per resuscitare Lanterna Verde, Flash, Aquaman e Martian Manhunter usando i loro scheletri. Sfortunatamente, le resurrezioni furono imperfette, creando copie non morte degli uomini che furono un tempo, piuttosto che vere e complete resurrezioni, a causa del tempo di esposizione al pozzo e della lunghezza del periodo in cui rimasero morti.

## Altre versioni
In Superman & Batman: Generations, Ra's al Ghul offrì a Batman una possibilità di immortalità quando scoprì un mezzo per avere la vera immortalità (senza pazzia) da uno dei Pozzi. Una volta entrati in due nel pozzo, questo distrugge uno dei due donando all'altro la giovinezza e l'immortalità, e Batman accettò l'offerta poiché il suo nemico non poteva affermare con certezza chi dei due sarebbe sopravvissuto, e perché l'altra alternativa era di venire ucciso dagli uomini di Ra's. Batman sopravvisse, divenendo di conseguenza immortale (anche se non fu veramente immortale, poiché invecchiava di un anno ogni secolo che passava). Con Ra's al Ghul finalmente sconfitto, utilizzò il suo impero criminale per creare una rete di informazione anti-crimine, cambiando sottilmente gli obiettivi dell'organizzazione, così che il resto dei membri non pensasse che fosse una copertura per un piano criminale, finché la copertura non divenne la vera organizzazione.

## Altri media

### Animazione
- Nel film animato Batman: Under the Red Hood, Ra's al Ghul utilizzò con successo il Pozzo di Lazzaro per riportare in vita Jason Todd, il secondo Robin, che fu ucciso dal Joker. Tuttavia, Jason ritornò "danneggiato" e finì per andare su tutte le furie, uccidendo numerosi scagnozzi di Ra's e fuggì sulle montagne. Successivamente, Jason ricomparve come il vigilante assassino Cappuccio Rosso e durante la sua ultima battaglia contro Batman, l'eroe teorizzò che Jason non fu danneggiato dal pozzo e tutto questo era ciò che il giovane era in realtà.

### Cinema
Nella Trilogia del cavaliere oscuro Ra's al Ghul è umanizzato e muore come un comune mortale in Batman Begins (fu una precisa decisione del regista dare alla storia un taglio realistico), quindi non appare in Il cavaliere oscuro; tuttavia il Pozzo viene menzionato indirettamente in Il cavaliere oscuro - Il ritorno, dove è però una prigione in cui un prigioniero è nato e fuggito (inizialmente Bruce crede che sia Bane, ma alla fine scoprirà che fu Talia).

### Letteratura
Nel romanzo Batman Begins (che contiene dei retroscena aggiuntivi di Dennis O'Neill), ci fu un riferimento al "Pozzo" comparso nel diario di Ra's al Ghul. La storia del Pozzo (narrato in un manoscritto che Bruce fotografò all'Olympus Gallery a New York prima di tornare a casa) è la stessa della storia nei fumetti. Tuttavia, sembrò essercene solo uno. Gli effetti collaterali dell'immersione nel Pozzo (pazzia e violenza) erano ancora presenti.

### Televisione
- Nella serie animata Batman, comparvero due Pozzi di Lazzaro nell'episodio in due parti "The Demon's Quest". Uno di questi si trovava nel nascondiglio di Ra's sulle montagne e l'altro nel nascondiglio nel deserto. Il primo fu utilizzato per ringiovanire Ra's dopo che ci si ammalò; il secondo fu mostrato come il campo di una battaglia all'ultimo sangue tra lui e Batman, dove Ra's sembrò morire dopo essere caduto nel Pozzo.
- In Le avventure di Superman, comparve un Pozzo di Lazzaro per un breve istante, in un flashback comparso nell'episodio "The Demon Reborn".
- In Batman of the Future, comparve un Pozzo di Lazzaro nell'episodio "Out of the Past". Questo fu utilizzato per ringiovanire l'anziano Bruce Wayne. Tuttavia, tutto ciò si dimostrerà un piano di Ra's per trasferire la sua mente (che al momento si trovava dentro sua figlia, Talia, dove si trasferì dopo che nell'ultima battaglia contro Batman fu lasciato gravemente ferito che addirittura il Pozzo non poté guarirlo) nell'ora di nuovo giovane corpo di Bruce. Nel futuro di Batman of the Future, il processo dei Pozzi di Lazzaro fu reso più sicuro; tuttavia, anche se i poteri ricostituenti del pozzo resero il corpo di Bruce più giovane, a causa della sua età nella serie necessitava di dosi multiple per fare durare gli effetti. Questo è il motivo per cui Bruce fa ritorno al suo stato di uomo anziano dopo una settimana dall'uso del pozzo.
- Il Pozzo di Lazzaro appare nella serie televisiva Arrow, nella narrazione della serie le acque magiche, che si trovano a Nanda Parbat, hanno il potere di guarire le persone anche dalle ferite più mortali. Ra's al Ghul, in veste di capo della Lega degli Assassini, ha usato il pozzo per arrestare il processo di invecchiamento per oltre 400 anni, affermando però che le acque magiche possono impedire a una persona di invecchiare per un limitato numero di secoli, motivo per cui il capo della lega passa sempre il testimone a un successore. Le acque miracolose del pozzo permettono inoltre Thea Queen e Laurel Lance di resuscitare Sara Lance; tuttavia, la versione televisiva del Pozzo viene usata per guarire, non resuscitare; quando Sarah torna in vita nel corpo, manca di anima e impazzisce; per risolvere la questione Oliver Queen si rivolge allo stregone John Constantine che li aiuterà a liberare lo spirito di Sarah. Quando una persona entra in contatto con le acque del pozzo diventa preda di un istinto omicida implacabile, infatti il pozzo trae potere dallo spirito dei morti e solo uccidere permette a coloro che hanno beneficiato del potere del pozzo di mantenere l'autocontrollo, e se la persona interessata si astiene dall'uccidere muore lentamente. Nyssa, la figlia di Ra'a al Ghul, distrugge il pozzo, inoltre la stessa Nyssa rivela l'esistenza di un antidoto che annulla gli effetti del Pozzo di Lazzaro chiamatao "loto"; offre a Oliver la sostanza per aiutare la sorella Thea, ferita da Ra's per indurre Oliver a chiedere l'uso del pozzo per guarirla, e metterlo in debito nei suoi confronti tanto da diventare il suo erede; Malcolm Merlyn aveva provato a rimandare il problema trovando per Thea bersagli da uccidere con una certa regolarità; ma l'antidoto di Nissa cura per sempre questa dipendenza.
- Appare anche nella Serie TV Gotham
- Nella terza stagione di  The Titans il Pozzo di Lazzaro compare nelle puntate per mostrare la resurrezione di Jason Todd e di Dick Grayson

### Videogiochi
- Un Pozzo di Lazzaro compare nel videogioco Batman: Arkham City. Ra's al Ghul lo utilizzò prima per dare energia pulita e naturale a Wonder City e realizzare le capacità medicinali del Lazzaro, predicendo che potrebbe persino sconfiggere la morte. Questo fu dimostrato dopo che il morto Solomon Grundy fu riportato in vita dopo essere stato gettato in una palude piena degli agenti chimici tipici delle fosse, e Ra's studiò a fondo il fenomeno uccidendo Grundy ripetutamente, solo per farlo resuscitare in quanto il suo corpo assorbe completamente i componenti chimici del Lazzaro. Ra's fece ritorno a Wonder City anni dopo e cominciò ad utilizzarlo per resuscitare sé stesso (e successivamente sua figlia) per molti secoli, anche se sembra che questo sia l'unico Pozzo di Lazzaro esistente in questo mondo, spiegando così perché Ra's dovette ritornare a Gotham (tuttavia, i corpi di Ra's e Talia scomparvero misteriosamente dopo le loro morti nel gioco, suggerendo che ci possano essere più di un solo Pozzo). Quando Batman trovò il nascondiglio di Ra's e Talia in Wonder City, un Ra's ferito orribilmente e quasi pronto a morire utilizzò il Pozzo di Lazzaro per duellare di persona contro Batman, risorgendo in perfette condizioni fisiche per il combattimento. Il Pozzo era circondato da enormi macchinari che connessi ad un cavo elettrico che presumibilmente dava potenza al Pozzo. Ra's rivelò dopo il combattimento che divenne un pozzo-dipendente a causa dei composti chimici al suo interno, e che era impaurito di ciò che gli sarebbe potuto accadere se avesse continuato ad utilizzarlo, anche se questo tipo di dipendenza non aveva avuto effetto su Talia. Più avanti, Talia offrì l'immortalità al Joker, e durante il combattimento di Batman contro Clayface nel Monarch Theatre il Joker distrusse il pavimento del palcoscenico, mandando i due combattenti nella camera che conteneva il Pozzo. Dopo che Clayface fu sconfitto, Batman distrusse il Pozzo tagliando il cordone che teneva i macchinari sul Pozzo e sbattendo sia Clayface che i macchinari nella Fossa di Lazzaro, causando una massiccia esplosione ed effettivamente distruggendolo. Questa è la prima versione del Pozzo di Lazzaro che richiese un supporto meccanico per funzionare, e che fu responsabile delle origini dello zombie Solomon Grundy.